# Wanderlust (sentimento)

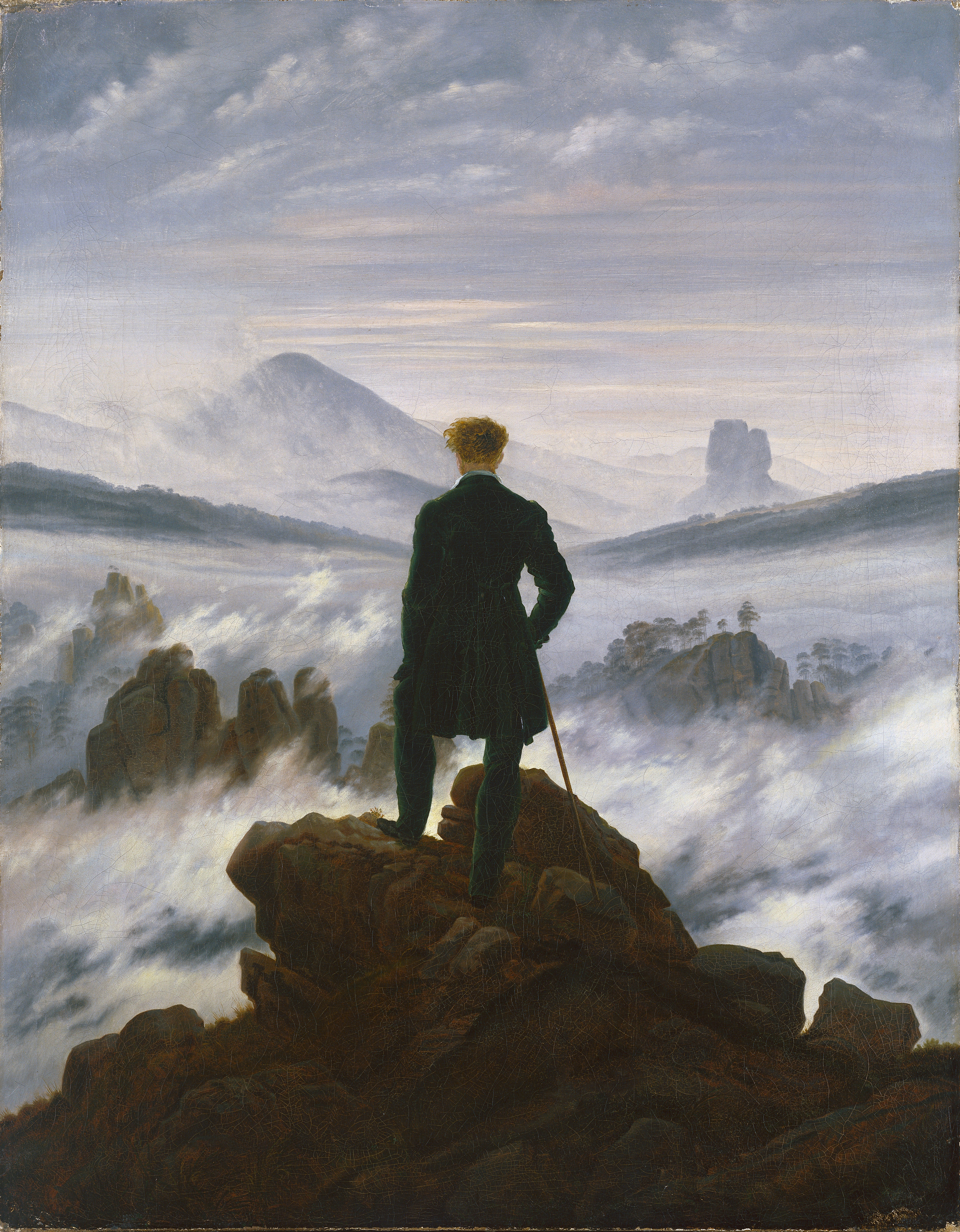
Il Viandante sul mare di nebbia, dipinto di Caspar David Friedrich (1818).

Wanderlust (pronuncia /ˈvandɐlʊst/, anche conosciuto come "sindrome di wanderlust") è un termine tedesco che si riferisce al desiderio di viaggiare.

## Etimologia
Il termine ha origine dalle parole wandern (vagare, errare) e Lust (desiderio).
La prima attestazione risale alla poesia Die drei Quellen ("Le tre fonti") di Friedrich Rückert, pubblicata per la prima volta nel 1819.
Il termine è entrato come prestito linguistico nella lingua inglese con la pronuncia /ˈwɒndəlʌst/. Il primo uso documentato del termine in inglese avvenne nel 1902 come riflesso di quella che fu poi vista come una predilezione tipicamente tedesca di "esplorare/girovagare" (wandering) che potrebbe essere fatta risalire al romanticismo tedesco e al sistema di apprendistato tedesco, così come all'abitudine adolescenziale del "wanderbird", alla ricerca di un'unione con la natura.

## Descrizione
La Wanderlust indica il desiderio di andare altrove, di andare oltre il proprio mondo, di cercare qualcos'altro: un desiderio di esotismo, scoperta e viaggio. Può riflettere un'intensa voglia di autosviluppo personale attraverso la scoperta dell'ignoto, affrontando sfide impreviste e conoscendo culture e stili di vita sconosciuti. Può essere guidato anche dal desiderio di fuggire e lasciarsi dietro sentimenti depressivi di colpa.
Durante l'adolescenza, l'insoddisfazione dovuta alle restrizioni vissute in casa o nella propria città possono alimentare questo desiderio di allontanarsi e viaggiare.
Robert Park vede nella Wanderlust un rifiuto delle convenzioni sociali. Per Alain Montandon, il concetto corrisponde «al richiamo delle persone lontane, di ciò che è al di là del presente e del mondo reale, e questo vagabondaggio estetico prende la forma di una fuga dal mondo nella speranza di un risarcimento».

## Nella cultura
Questo concetto costituisce uno dei temi principali del romanticismo tedesco, specialmente nella letteratura di Goethe, ma anche nel campo della musica con opere come la Fantasia Wanderer di Schubert o della pittura come il Viandante sul mare di nebbia di Caspar David Friedrich.
Nel 2012 è stato girato un film intitolato Wanderlust (Nudi e felici).